# Ludovic Labarthe
Pour les articles homonymes, voir Labarthe.
Pas d'image ? Cliquez ici

a Compétitions nationales et continentales officielles uniquement.

Dernière mise à jour le 6 avril 2020.
Ludovic Labarthe, né le 1er juin 1985, est un joueur de rugby à XV français qui évolue au poste de demi de mêlée.